# Kasai Zenzō

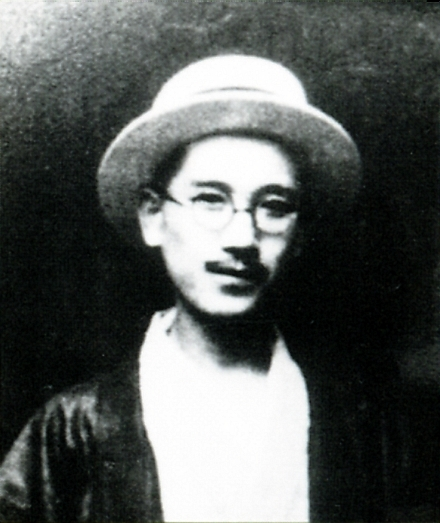
Kasai Zenzō (um 1925)

Kasai Zenzō (japanisch 葛西 善蔵; * 16. Januar 1887 in Hirosaki (Präfektur Aomori); † 23. Juli 1928) war ein japanischer Schriftsteller und Journalist.

## Leben und Wirken
Kasai stand als Autor unter dem Einfluss des Japanischen Naturalismus. In seinen „Ich-Romanen“ (Shishōsetsu) beschreibt er Armut, Krankheit und Einsamkeit. Der Erzähler seines bekanntesten Romans Ko o tsurete (Mit den Kindern an der Hand) zieht, nachdem er seine Wohnung verloren hat, heimat- und mittellos durch die Straßen. Weitere Romane sind Kanachiki chichi (1912), Akuma (1912) und Kohan Shuki (1924).